# Ellen S. Baker
Ellen S. Baker, nascuda Ellen Louise Shulman Baker, M.D., M.P.H. (Fayetteville, Carolina del Nord, Estats Units, 27 d'abril de 1953) és una metgessa i astronauta nord-americana de la NASA. És reconeguda per la seva tasca com a cap de la Divisió d'Educació i Medicina de l'Oficina d'Astronautes de la NASA.

## Biografia
Es va graduar a la Bayside High School, a Nova York, el 1970 i va rebre una llicenciatura en geologia per la Universitat Estatal de Nova York a Buffalo, el 1974. Va obtenir un doctorat en medicina per la Universitat de Cornell el 1978 i un màster en salut pública per l'Escola de salut pública per la Universitat de Texas a 1994. El 1981, després de tres anys d'entrenament, i abans d'acabar el seu màster a la Universitat de Texas, va incorporar-se a la NASA com a metgessa oficial i es va graduar en medicina aeroespacial. El 1985 es va convertir en astronauta. Baker ha treballat en el programa del transbordador espacial (space shuttle) i en l'estació espacial. Ha participat en tres missions espacials, amb més de 600 hores a l'espai.

## Carrera a la NASA
El 1981 Baker es va unir a la NASA com a oficial mèdic al Centre Espacial Lyndon B. Johnson. Aquell mateix any es va graduar del Curs de Medicina aeronàutica de les Forces aèries a la base de la Força Aèria de Brooks, a San Antonio, Texas. Abans de la seva selecció com a candidat a l'astronauta, va ser metge de la Clínica de Medicina del Vol al Johnson Space Center. Seleccionat per la NASA el maig de 1984, Baker es va convertir en un astronauta el juny de 1985. Des de llavors, ha tingut diversos treballs a la NASA en suport del programa Space Shuttle i el desenvolupament de l'Estació Espacial Internacional. Va ser un especialista en la missió de STS-34 el 1989, STS-50 el 1992 i STS-71 el 1995 i va registrar més de 686 hores en l'espai. És Cap de l'Oficina d'Educació i Medicina d'Astronautes.

### STS-34
El STS-34 Atlantis, del 18 al 23 d'octubre de 1989, va ser llançat des del Centre espacial John F. Kennedy, a Florida, i va aterrar a la Base de la Força Aèria Edwards, a Califòrnia. Durant la missió, l'equip va desplegar la Sonda Galileu per a explorar Júpiter, va operar l'instrument ultraviolat de retrodispersió solar Shuttle (SSBUV) per cartografiar l'ozó atmosfèric, va realitzar diversos experiments mèdics i nombrosos experiments científics. Els objectius de la missió es van aconseguir en 79 òrbites al voltant de la Terra en 119 hores i 41 minuts.

### STS-50
La STS-50 Columbia, del 25 de juny al 9 de juliol de 1992 es va llançar i va aterrar al Centre Espacial Kennedy a Florida. STS-50 va ser el primer vol del Laboratori de Microgravetat dels Estats Units i el primer vol de llarga durada de l'Orbiter. Durant un període de dues setmanes, l'equip va dur a terme experiments científics relacionats amb el creixement de cristalls, la física de fluids, la dinàmica de fluids, la ciència biològica i la ciència de la combustió. Els objectius de la missió es van aconseguir en 221 òrbites al voltant de la Terra, passant 331 hores, 30 segons i 4 minuts a l'espai.

### STS-71
La STS-71 Atlantis, del 27 de juny al 7 de juliol de 1995, es va llançar des del Centre Espacial Kennedy, amb una tripulació de set membres i va tornar amb un equip de vuit membres. Va ser la primera missió del transbordador espacial que va atracar a l'Estació Espacial Russa Mir i va involucrar un intercanvi de tripulants. El transbordador espacial Atlantis va ser modificat per portar un sistema d'acoblament compatible amb l'estació espacial russa. També portava un mòdul Spacelab a la badia de càrrega en la qual l'equip va realitzar diversos experiments de ciències de la vida i col·leccions de dades. La missió es va complir en 153 òrbites al voltant de la Terra, en 235 hores i 23 minuts.